# 碘戊烷
碘戊烷属于碘代烷，是正戊烷、异戊烷或新戊烷的一个氢原子被碘取代而成的化合物，化学式 C5H11I，摩尔质量：198.05 g/mol，有：
- 基于正戊烷：
  - 1-碘戊烷，CAS号：628-17-1 
  - 2-碘戊烷，CAS号：637-97-8 
  - 3-碘戊烷，CAS号：1809-05-8
- 基于异戊烷：
  - 1-碘-2-甲基丁烷，CAS号：29394-58-9 
  - 1-碘-3-甲基丁烷，CAS号：541-28-6 
  - 2-碘-2-甲基丁烷，CAS号：594-38-7 
  - 2-碘-3-甲基丁烷，CAS号：18295-27-7
- 基于新戊烷：
  - 1-碘-2,2-二甲基丙烷，CAS号：15501-33-4